# クリスピー・クリーム・ドーナツ
クリスピー・クリーム・ドーナツ（英語:Krispy Kreme Doughnuts）は、アメリカ合衆国で1937年に創業したドーナツチェーンである。
2010年1月末現在、アメリカ合衆国の37州、オーストラリア、バーレーン、ドミニカ共和国、カナダ、中華人民共和国（上海）、インドネシア、日本、台湾、クウェート、レバノン、マレーシア、メキシコ、フィリピン、プエルトリコ、カタール、韓国、タイ、サウジアラビア、トルコ、アラブ首長国連邦、イギリスで646の店舗を展開している（アメリカ国内の85店は直営、アメリカ国内の144店とアメリカ国外の全店舗417店はフランチャイズ）。また、タイに貿易用の子会社を有する。

## 来歴

### アメリカでの展開
アメリカのKrispy Kremeはクリスピー・クリームの創業者ヴァーノン・ルドルフとその伯父がケンタッキー州パデューカのブロード・ストリートにあるジョセフ・ルブーフのドーナツ店を、1933年にニューヨーク州バッファローのビジネスマンから受け継いだ秘伝のレシピと共に買収したことから始まった。ルドルフはパデューカでドーナツの販売を始め、自転車で配達もしていた。テネシー州ナッシュビルに移転し、家族の他の者も接客に加わった。1937年、ナッシュビルの店舗を売り払い、ノースカロライナ州ウィンストン・セーラムにドーナツ店を開業してスーパーマーケットに卸していたが、後に個人客に対しても販売するようになった。最初の店舗はウィンストン・セーラムのサウス・メイン・ストリートにある現在オールド・セーラムと呼ばれる地域の賃貸ビルに開業。クリスピー・クリームのロゴは地元のアーティスト、ベニー・ディンキンスによってデザインされた。
1950年代、事業は拡大され、ジョージア州サバンナなど南部を中心に展開された。1960年代には南東部にさらなる拡大を開始。1976年、クリスピー・クリーム・ドーナツ・コーポレーションはイリノイ州シカゴのベアトリス・フーズの子会社となった。ただし本社はウィンストン・セーラムのままとされた。
1982年、フランチャイジー（加盟店）のグループによりベアトリス・フーズから買い戻された。2000年4月に株式公開 （IPO） を行ないNASDAQに上場、2001年5月にニューヨーク証券取引所 （NYSE） に上場替えした。上場後、急速にフランチャイズ店の展開を進めたが、2003年以降は売り上げが伸び悩み、2004年から5年間で240店を閉店、莫大な損失（3億ドルの減損・リース負債計上など）を出した。2004年には会計上の問題により証券取引委員会 （SEC） の調査を受けている。2000年代後半以降は、アメリカ国外でのフランチャイズ展開に活路を探っている。
アメリカなどでは、末尾にDoughnutsをつけない「Krispy Kreme」の名称で親しまれている。ドーナツは、クリスピー・クリーム店舗以外のスーパーマーケット、コンビニエンスストア、ガソリンスタンドなどでも販売されている。

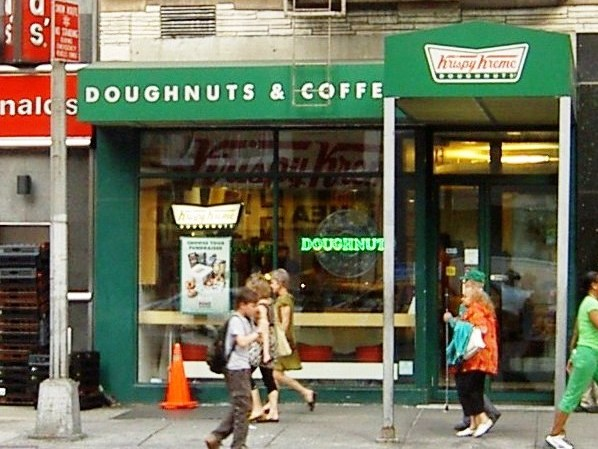
クリスピー・クリームの店舗（ニューヨーク市）
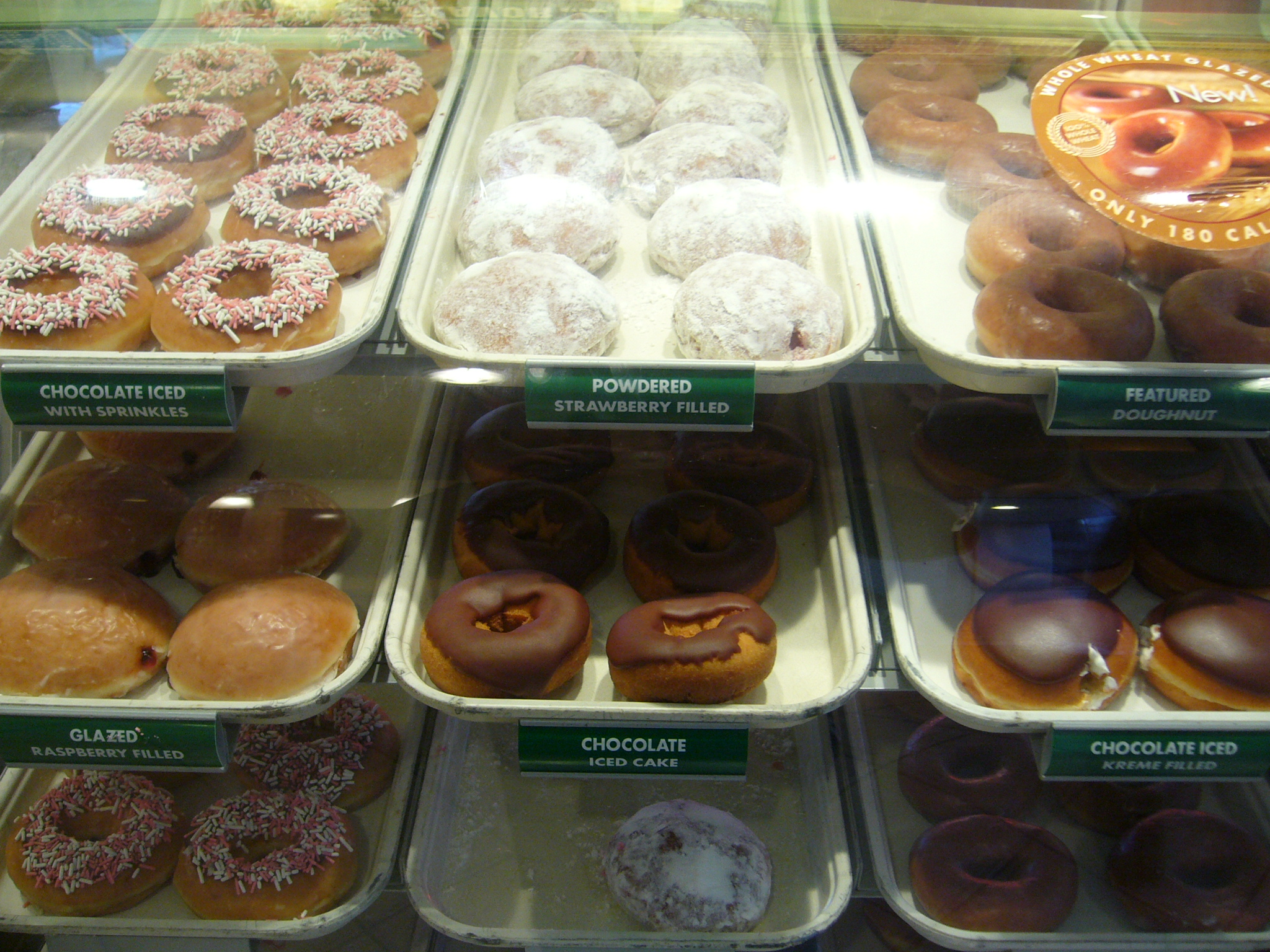
アメリカ・ワシントンD.C.にある店内のショーケースに陳列されたドーナツ

### マクドナルドと提携
マクドナルドと提携して、ドーナツが売られる。

## 社名の綴り
社名の「クリーム」が "Cream" ではなく "Kreme" となっている理由については、アメリカ本社にも知る者はいない。創業者のルドルフがフランス人シェフからレシピを伝授された時に既にこの名前が付いていたため、これをずっと使い続けていることによる。ドイツ語のKreme（クレーメ）が語源という説もある。

## ドーナツ

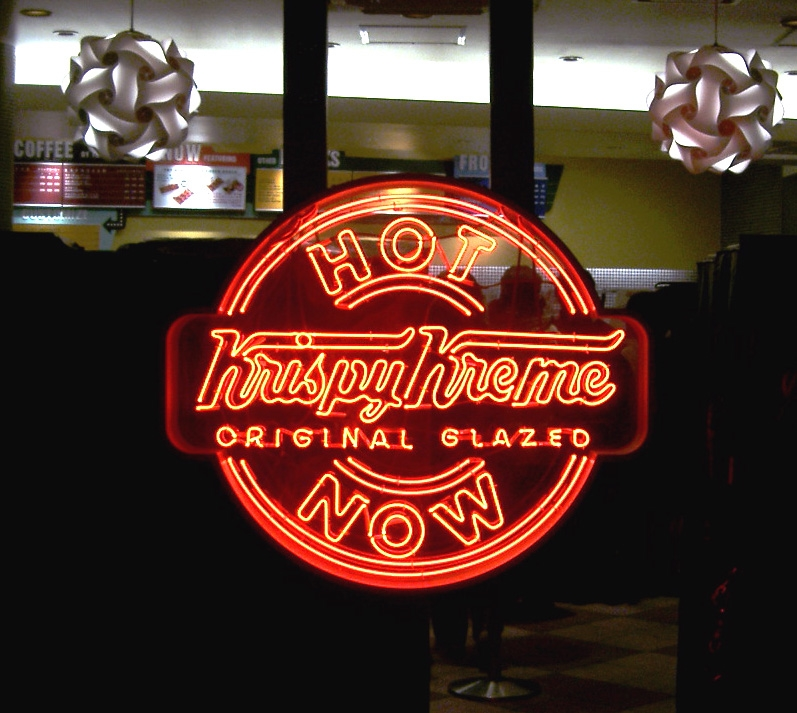
『 HOT NOW 』できたて「オリジナル・グレーズド」の販売を告知するホットライト（日本）
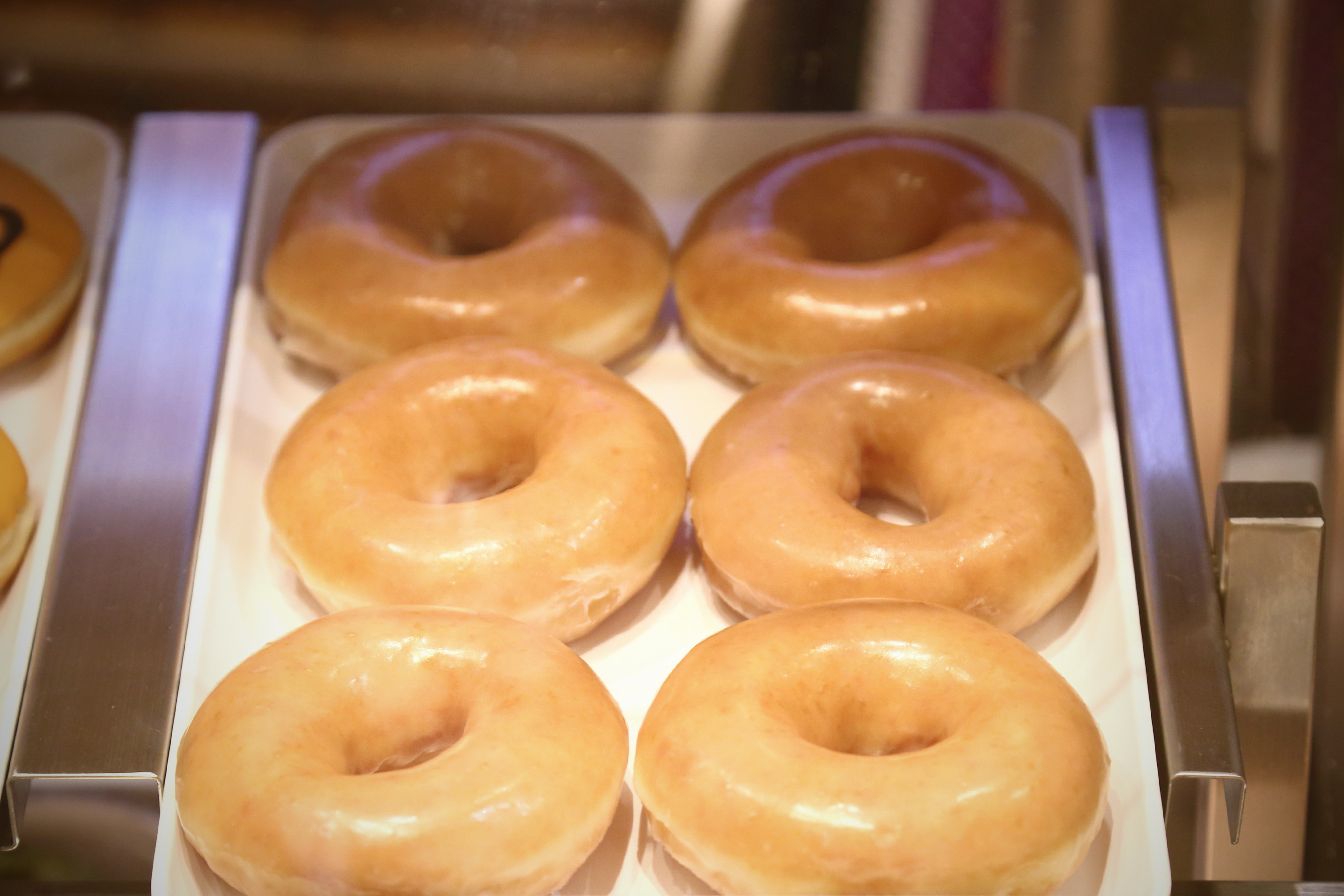
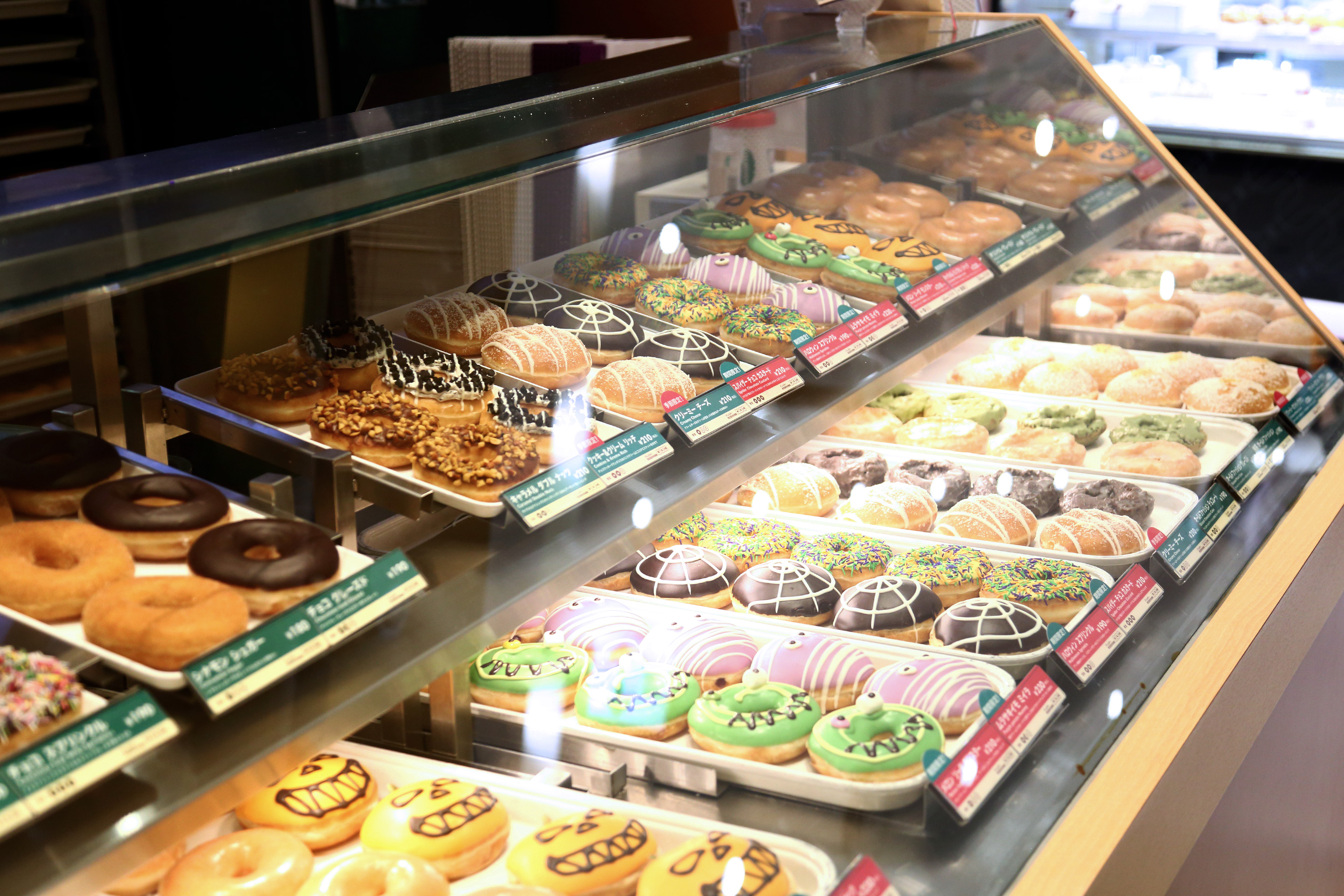

### オリジナル・グレーズド
クリスピー・クリームを代表するドーナツとして、1937年の創業時から提供されている、ふんわりとしたイーストドーナツの表面を砂糖でコーティングした「オリジナル・グレーズド」がある。1個当たりの公表熱量は795kJ（190kcal）。その他にドーナツのメニューは14種類が用意されている。

## トランス脂肪酸
法的規制のあるアメリカ合衆国のクリスピー・クリームではトランス脂肪酸を多く含む油脂は使用されておらず、公式ホームページやパッケージに「0 grams TRANS FAT!」の表記がされている。
なお、日本のクリスピー・クリーム・ドーナツの公式サイトによると、 「オリジナル・グレーズド®、1個当たりトランス脂肪酸は約0.23g」と記載されている。日本で販売されているオリジナル・グレーズド®は、アメリカの規定に則ると「トランス脂肪酸フリー」に相当する。

## 沿革

### アメリカ
- 1933年 - ヴァーノン・ルドルフが、フランス人シェフ ジョセフ・ルブーフのドーナツ店（ケンタッキー州パデューカ）をイーストドーナツの秘密レシピとともに購入。
- 1930年代中頃 - テネシー州ナッシュビルに移転。
- 1937年7月13日 - ノースカロライナ州ウィンストン・セーラムに移転して、Krispy Kremeを創業。
- 1976年 - ベアトリス・フーズ（現コナグラ・フーズ）の完全子会社となる。
- 1982年 - フランチャイジーのグループにより買収される。
- 2000年 - NASDAQ上場。
- 2001年 - ニューヨーク証券取引所上場（NYSE:KKD）。
- 2001年 - 国際展開を開始。
- 2000年代中盤 - 業績不振によりアメリカ国内の240店舗を閉店。 経営・会計上の問題によりSECの調査を受ける。

## 店舗

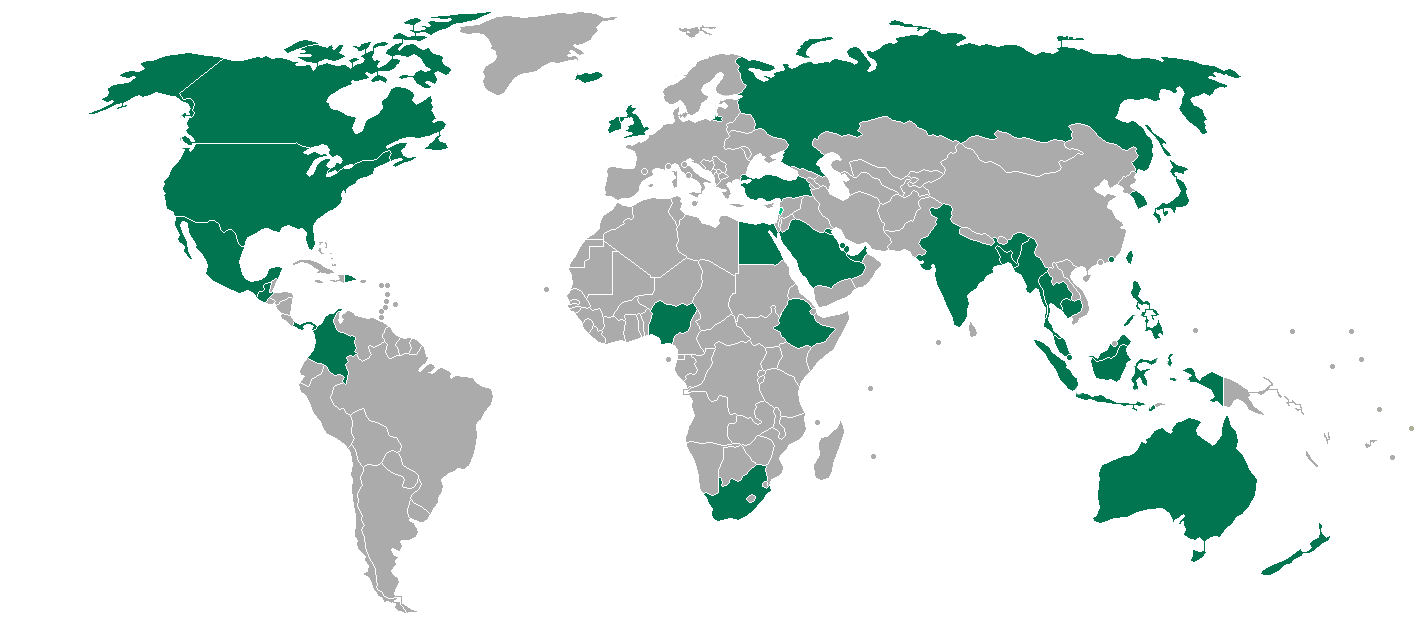
クリスピー・クリーム・ドーナツの店舗がある国と地域（2021年時点）

2011年1月30日現在では直営85店、フランチャイズ561店、総計646店が営業している。

### アメリカ合衆国の店舗
2011年1月末現在、直営85店、フランチャイズ144店、計229店舗が営業している。出店店舗の一覧・詳細情報は公式サイト「Locations」（英語）を参照。
- アラバマ州 直営3店、フランチャイズ7店
- アリゾナ州 フランチャイズ11店
- アーカンソー州 フランチャイズ2店
- カリフォルニア州 フランチャイズ15店
- コロラド州 フランチャイズ2店
- コネチカット州 フランチャイズ4店
- フロリダ州 直営4店、フランチャイズ17店
- ジョージア州 直営10店、フランチャイズ11店
- ハワイ州 直フランチャイズ1店
- アイダホ州 フランチャイズ1店
- インディアナ州 直営4店
- イリノイ州 フランチャイズ4店
- アイオワ州 フランチャイズ1店
- カンサス州 直営3店
- ケンタッキー州 直営4店
- ルイジアナ州 直営1店、フランチャイズ3店
- メリーランド州 直営2店
- ミシガン州 直営3店
- ミシシッピ州 直営1店、フランチャイズ2店
- ミズーリ州 直営4店、フランチャイズ3店
- ネブラスカ州 フランチャイズ2店
- ネバダ州 フランチャイズ7店
- ニューメキシコ州 フランチャイズ2店
- ニューヨーク州 直営1店
- ノースカロライナ州 直営14店、フランチャイズ7店
- オハイオ州 直営6店
- オクラホマ州 フランチャイズ4店
- オレゴン州 フランチャイズ2店
- ペンシルベニア州 フランチャイズ7店
- サウスカロライナ州 直営3店、フランチャイズ9店
- テネシー州 直営11店、フランチャイズ1店
- テキサス州 直営3店、フランチャイズ8店
- ユタ州 フランチャイズ2店
- バージニア州 直営6店
- ワシントン州 フランチャイズ8店
- ウイスコンシン州 フランチャイズ1店
- ウェストバージニア州 直営1店
- ワシントンD.C. 直営1店

### カナダの店舗
2012年11月時点では、ブリティッシュコロンビア州1店舗、オンタリオ州3店舗、ケベック州2店舗が営業している。出店店舗の一覧・詳細情報は公式サイト「Locations」（英語）を参照。

### その他の国・地域の店舗
- オーストラリア - 2004年に進出、29店が営業中
- バーレーン -  2009年に進出、9店が営業中
- カナダ - 2002年に進出、6店が営業中
- 中国（上海） - 2011年に進出、1店が営業中（香港8店舗は閉店）
- ドミニカ共和国 - 2011年に進出、1店が営業中
- インドネシア - 2007年に進出、9店が営業中
- クウェート - 2007年に進出、28店が営業中
- レバノン - 2009年に進出、11店が営業中
- マレーシア - 2010年に進出、5店が営業中
- メキシコ - 2004年に進出、58店が営業中
- フィリピン - 2007年に進出、21店が営業中
- プエルトリコ - 2009年に進出、4店が営業中
- カタール - 2008年に進出、6店が営業中
- サウジアラビア - 2008年に進出、83店が営業中
- 韓国 - 2005年に進出、41店が営業中
- タイ - 2011年に進出、2店が営業中
- トルコ - 2010年に進出、13店が営業中
- アラブ首長国連邦 - 2008年に進出、24店が営業中
- イギリス - 2004年に進出、46店が営業中
- フランス- 2023年に進出、1店が営業中

## 日本での展開
2006年6月26日、ロッテが70%、リヴァンプが30%を共同で出資しクリスピー・クリーム・ドーナツ・ジャパン株式会社（本社：東京都渋谷区）を設立した。資本金2億5千万円。社長には、日本マクドナルド出身の香坂伸治が就任。アメリカのクリスピー・クリーム・ドーナツ社（Krispy Kreme Doughnuts, Inc.）と日本でのフランチャイズ契約を結び、ドーナツチェーン事業を展開する。設立後の5年間に30-50店舗の出店を予定していた。
アメリカでは12個入り1箱（クーポンがある場合は2箱）を8～9ドルで販売する大衆化・日常化したドーナツチェーンであるが、日本では目新しさと稀少性を演出したブランディングにより高めの価格設定になっている。また、オリジナルレシピでの味付けは総じてかなり甘めであり、日本人の味覚に合わない、という意見もあった。2019年現在は日本独自のレシピに改訂されており、かつての強烈な甘味は緩和されている。
2006年12月15日に、東京都渋谷区代々木の新宿サザンテラスにクリスピー・クリーム・ドーナツ1号店が開業（2017年閉店）。オープンデッキからドーナツ製造工程を見学できるのが特徴であった。その後アメリカ創業法人の経営上の問題により日本での2号店開業は遅れた。日本2号店は2007年10月12日に有楽町駅前の有楽町イトシアにおいて開店した。その後は川口・立川・船橋・渋谷・越谷・川崎・横浜などにも出店している。
2010年には名古屋、大阪、京都と関東地方以外への出店を開始した。2011年2月には博多駅の駅ビル新装に伴い、同ターミナルビル複合商業施設内にも出店した。
2013年4月12日にオープンの大型商業施設MARK IS 静岡内のテナントとして静岡へ初出店した。
2016年に日本進出10周年を迎えるのに合わせて事業計画の見直しを行い、経営資源を三大都市圏に集中させる。これに伴い、2018年7月3日のアリオ倉敷店閉店をもって中四国地方から、同年10月28日のアミュプラザ鹿児島店閉店をもって九州地方から撤退する一方、三大都市圏や北海道では店舗の出店を重ね、2022年8月には国内最大規模の東京国際フォーラム店を開店し、2022年10月時点で59店舗まで回復させた。

### 沿革
- 2006年（平成18年）
  - 6月26日 - クリスピー・クリーム・ドーナツ・ジャパン株式会社設立（Krispy Kreme Doughnut Japan Co., Ltd.）。
  - 12月15日 - 東京都渋谷区代々木の新宿サザンテラス（新宿駅南口）に日本1号店が開店（既に閉店）。
- 2007年（平成19年）10月12日 - 東京都千代田区の有楽町イトシアに日本2号店が開店。
- 2010年（平成22年）
  - 3月17日 - 愛知県名古屋市中村区（名古屋駅）のジェイアール名古屋タカシマヤに日本13号店が開店。関東地方以外では初の出店となる。
  - 4月29日 - 大阪府大阪市中央区の心斎橋に日本14号店が開店（既に閉店）。近畿地方初出店となる。
- 2011年（平成23年）
  - 3月3日 - 福岡県福岡市博多区のJR博多シティ（博多駅） アミュプラザ博多に日本21号店が開店（既に閉店）。九州地方初出店となる。
  - 4月29日-5月1日 - QVCマリンフィールドのプロ野球戦において場外屋台村にて臨時販売。
- 2012年（平成24年）10月3日 - 岡山県岡山市北区の岡山駅内の商業施設サンステーションテラス岡山西館に日本36号店が開店（既に閉店）。岡山県での2店目で中国地方初の駅構内店舗となる。
- 2013年（平成25年）4月12日 - 静岡県静岡市葵区のMARK IS 静岡に日本43号店が開店。静岡初出店となる。
- 2014年（平成26年）
  - 4月25日 - 広島県広島市西区の商業施設アルパークに日本48号店が開店（既に閉店）。広島初出店となる。
  - 9月26日 - 鹿児島県鹿児島市の鹿児島中央駅に隣接する駅ビル「アミュプラザ鹿児島」本館の2階に日本56号店が開店。鹿児島初出店となる。
  - 12月17日 - 滋賀県守山市の「ピエリ守山」に開店。滋賀初出店となる。
- 2018年（平成30年）
  - 10月19日 - 北海道千歳市のアウトレットモール千歳アウトレットモール・レラに出店。北海道初出店となる。
- 2025年（令和7年）
  - 4月24日 - 福岡県福岡市中央区の商業ビルであるONE FUKUOKA BLDG.に出店。九州に再上陸となる[8]。

### 店舗

#### 営業中の店舗
2023年4月1日時点では、北海道3店舗、埼玉県5店舗、千葉県3店舗、東京都20店舗、神奈川県9店舗、岐阜県1店舗、愛知県6店舗、三重県1店舗、京都府2店舗、大阪府9店舗、兵庫県3店舗、計62店舗が営業している。出店店舗の一覧・詳細情報は公式サイト「店舗情報」を参照。

#### 閉鎖した店舗
- 横浜CIAL店（横浜市西区）- 2011年3月27日、CIALの閉館に伴い閉店。ザ・ダイヤモンド店（後に横浜ジョイナス店）が後継店舗的位置づけとなる。
- 恵比寿ガーデンプレイス店（東京都渋谷区）- 2012年1月15日閉店。
- アトレ恵比寿 期間限定ストア（東京都渋谷区）- テイクアウト専門、2011年2月22日から2012年1月31日まで営業していた。
- ベルビー赤坂店（東京都港区）- 2012年3月31日、ベルビー赤坂の閉館に伴い閉店。
- 池袋東武店（東京都豊島区）- 2012年10月15日閉店。
- 心斎橋店（大阪市中央区）- 2013年2月14日閉店。
- アトレ吉祥寺店（東京都武蔵野市）- 2013年2月28日閉店。
- アリオ鷲宮店（埼玉県久喜市）- 2014年1月13日閉店。
- イオンモール川口前川店（埼玉県川口市）- 2015年1月12日閉店。イオンモール川口前川ウエストモール店が後継店舗的位置づけ。
- 玉川髙島屋S・C店（東京都世田谷区）- 2015年1月18日閉店。玉川髙島屋S・C本館店が後継店舗的位置づけであったが、こちらも2016年に閉店。
- たまプラーザテラス店（横浜市青葉区）- 2015年1月18日閉店。
- 越谷イオンレイクタウン店（埼玉県越谷市）- 2015年2月14日閉店。
- ボーノ相模大野店（相模原市南区）- 2015年5月31日閉店。
- なんばCITY店（大阪市中央区） - 2015年12月31日閉店。なんばCITY本館北店が後継店舗的位置づけ。
- さんすて岡山店（岡山市北区） - 2016年1月11日閉店。
- アミュプラザ博多店（福岡市博多区） - 2016年1月31日閉店。
- 天神地下街店（福岡市中央区） - 2016年1月31日閉店。
- マリノアシティ福岡店（福岡市西区） - 2016年1月31日閉店。
- 広島アルパーク店（広島市西区） - 2016年2月21日閉店。
- ゆめタウン廿日市店（広島県廿日市市） - 2016年2月21日閉店。広島県から撤退。
- 四条烏丸店（京都市下京区） - 2016年2月28日閉店。その後、2019年2月15日に開業したコトチカ四条店が後継店舗的位置づけになっている。
- 新静岡セノバ店（静岡市葵区） - 2016年3月9日閉店。
- 神田小川町店（東京都千代田区） - 2016年3月12日閉店。
- ららぽーと磐田店（静岡県磐田市） - 2016年3月13日閉店。
- ディラ阿佐ヶ谷店（東京都杉並区） - 2016年3月20日閉店。
- リバーウォーク北九州店（北九州市小倉北区） - 2016年3月21日閉店。
- アミュプラザ小倉店（北九州市小倉北区） - 2016年3月21日閉店。福岡県から撤退。
- 玉川髙島屋S・C本館店（東京都世田谷区） - 2016年3月27日閉店。
- アトレ大森店（東京都大田区） - 2016年3月30日閉店。
- アトレ亀戸店（東京都江東区） - 2016年3月30日閉店。
- 横浜みなとみらい店（横浜市西区） - 2016年6月26日閉店。
- アリオ倉敷店（岡山県倉敷市） - 2016年7月3日閉店。岡山県から撤退。中国地方から撤退。
- 新宿サザンテラス店（東京都渋谷区）- 施設の契約期間満了に伴い[9]、2017年1月3日閉店。
- 東急プラザ蒲田店（東京都大田区） - 2017年7月30日閉店。
- アミュプラザおおいた店（大分県大分市） - 2018年9月2日閉店。大分県から撤退。
- アミュプラザ鹿児島店（鹿児島県鹿児島市） - 2018年10月28日閉店。鹿児島県から撤退。九州地方から撤退。
- アリオ亀有店（東京都葛飾区） - 2019年1月9日閉店。
- ピエリ守山店（滋賀県守山市） - 2019年2月28日閉店。滋賀県から撤退。

## テレビ番組
- 日経スペシャル カンブリア宮殿【テレ東経済WEE 日本流改革で驚異の復活を遂げたドーナツ店】（2022年11月17日、テレビ東京）- クリスピー・クリーム・ドーナツ・ジャパン 代表取締役社長 若月貴子出演[10][11]。